# Aymen Abdennour
Aymen Abdennour (Sousse, 6 de agosto de 1989) es un futbolista tunecino que juega como defensa y se encuentra sin equipo desde junio de 2023.

## Carrera
Formado en el Étoile du Sahel de su país, el tunecino empezó su carrera en Europa en el Werder Bremen, después militó en el Toulouse F. C. y en el A. S. Mónaco, donde la temporada 2015-16 disputó 26 encuentros además de ser internacional absoluto por la selección nacional de Túnez.
En verano de 2015 firmó por el Valencia C. F. para sustituir a Nicolás Otamendi, firmando un contrato de cinco temporadas, hasta el 30 de junio de 2020.
En verano de 2017 se marchó cedido al Olympique de Marsella. En el club galo alternó partidos con el primer equipo y el filial, perteneciente a la National 2 francesa.
Tras finalizar su cesión al Olympique de Marsella, en julio de 2019 fichó por el Kayserispor turco, desvinculándose del Valencia C. F. pese a que tenía un año más de contrato. Tras un año en Turquía, en septiembre de 2020 se marchó a Catar para jugar en el Umm-Salal S. C. Allí estuvo dos temporadas antes de volver a Francia en septiembre de 2022 para jugar en el Rodez A. F.

## Clubes
| Club                           | País     | Año       |
| ------------------------------ | -------- | --------- |
| Étoile du Sahel                | Túnez    | 2008-2011 |
| Werder Bremen (cesión)         | Alemania | 2010      |
| Toulouse F. C.                 | Francia  | 2011-2013 |
| A. S. Monaco F. C.             | Francia  | 2013-2015 |
| Valencia C. F.                 | España   | 2015-2019 |
| Olympique de Marsella (cesión) | Francia  | 2017-2019 |
| Kayserispor                    | Turquía  | 2019-2020 |
| Umm-Salal S. C.                | Catar    | 2020-2022 |
| Rodez A. F.                    | Francia  | 2022-2023 |